# Scytodes cellularis
Scytodes cellularis là một loài nhện trong họ Scytodidae.
Loài này thuộc chi Scytodes. Scytodes cellularis được Eugène Simon miêu tả năm 1907.